# 샤를 스완
샤를 스완(Charles Swann)은 마르셀 프루스트의 《잃어버린 시간을 찾아서》에 나오는 등장인물이다.
샤를 아스는 샤를 스완의 확실한 모델 중 한 명으로, 작가는 그를 원형으로 하여 샤를 스완을 창조했다.
초록색 눈의 붉은 머리 댄디로, 소박하지만 세련된 외안경을 끼고 콧수염을 길렀으며, 예술 분야에 대단히 조예가 깊고 섬세한 달변가인 스완은 결코 인맥을 자랑하지 않는 기품있는 남자의 전형이다. 동시에 그는 프린스 오브 웨일즈의 친한 친구이기도 하다. 또한 스완은 화자의 부모와 친구이자 콩브레 별장에서의 이웃이다. 화자는 처음엔 스완을 동경하며, 이후 그를 예술 창조에 대해서는 박식하나 메마른 생각만을 갖고 있는 탐미주의자이자 딜레탕트로 보게 된다.
스완은 오데트 드 크레시를 만날 무렵, 파리 (생루이섬에 있는) 오를레앙 부둣가의 호텔에서 젊은 시절을 보낸다. 스완은 오데트 드 크레시에 끌려 사랑에 빠진다. (1부 《스완네 쪽으로》의 긴 챕터 “스완의 사랑”에서 그들의 이야기가 다뤄진다)
결혼하고나서 그들은 아카시아 대로에 자리를 잡고, 화자가 사랑에 빠지게 되는 질베르트라는 이름의 딸을 가진다. 하지만 스완은 금세 오데트는 자기가 감당할 수 있는 여자가 아님을 알아차린다. 「스완의 사랑」의 마지막에서 스완은 “좋아하지도 않은 내 취향 아닌 여자에게, 죽고 싶어하며 최고의 사랑을 하며 인생의 나날을 낭비할줄이야!”라며 말한다. 오데트를 향한 질투는 《갇힌 여인》과 《사라진 알베르틴》에서 알베르틴을 향한 화자의 질투를 명확히 예고한다.